# جولی سومرس
جولی سومرس (انگلیسی: Julie Sommars؛ زادهٔ ۱۵ آوریل ۱۹۴۲) هنرپیشه اهل ایالات متحده آمریکا است.